# نیروگاه برق‌آبی بروکه
نیروگاه برق آبی بروکه (به لاتین: Brokke Hydroelectric Power Station) یک نیروگاه برقابی در نروژ است که در Valle واقع شده‌است.